# Lázeňský mokřad
Lázeňský mokřad je přírodní památka severně od obce Ostrožská Nová Ves a u Lázní Ostrožská Nová Ves v okrese Uherské Hradiště ve Zlínském kraji na Slovácku. Důvodem ochrany je poslední zbytek původních slatinných luk s porosty vrbin.